# GR10步道

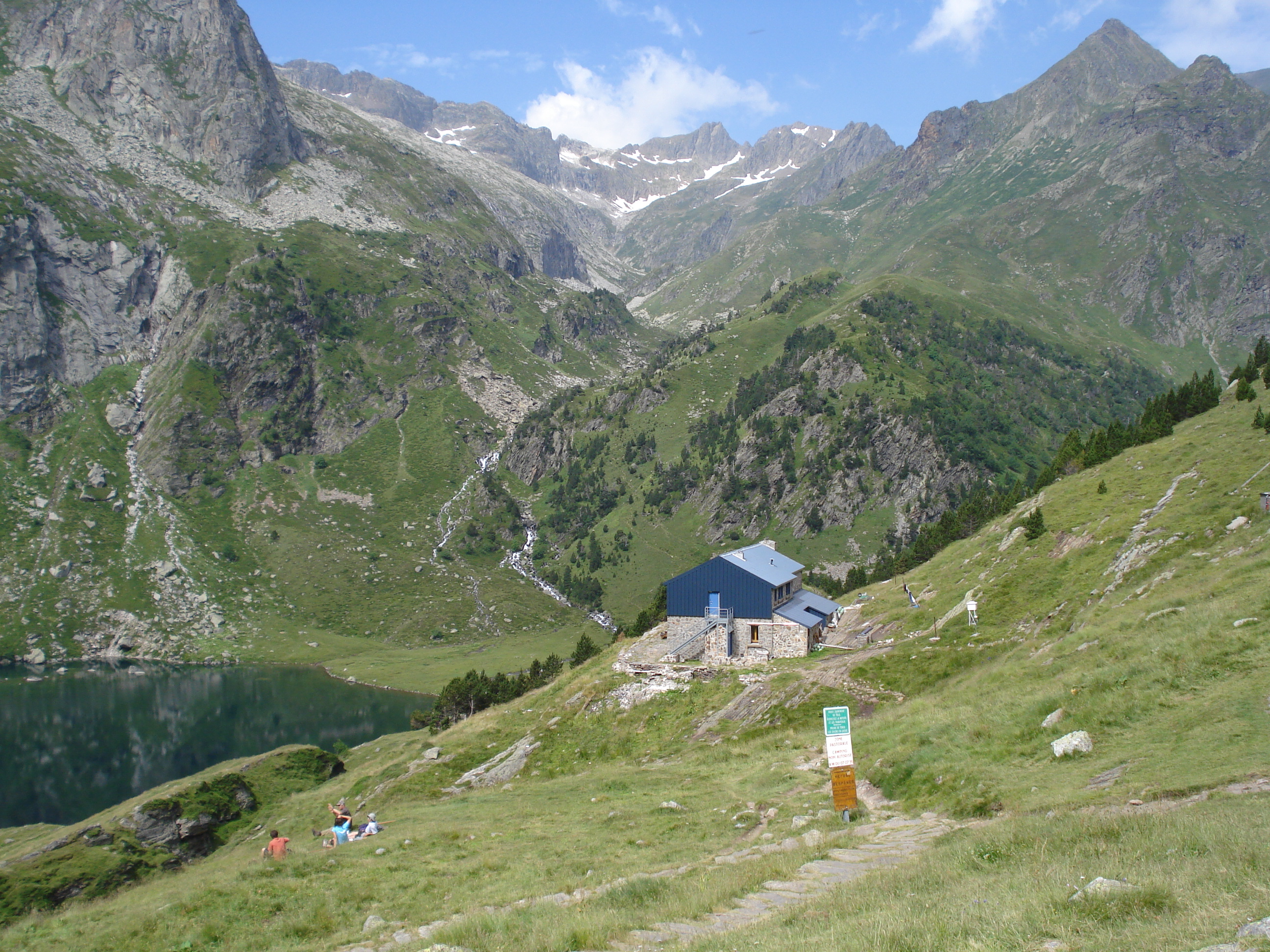
GR10步道

GR10步道是一条法国大远足步道，该步道几乎与比利牛斯山脉同长，全程位于法国境内，大致与法国-西班牙边境线平行。试图走完全程者一般都会选择从西端走到东端，即从比斯開灣附近的昂达伊走到濒临地中海的滨海巴纽尔斯。但也可从东向西走完全程。步道全程都标有红色和白色漆绘制的路标。